# 被選上的孩子們
《被選上的孩子們》是由台灣漫畫家黃色書刊編劇、楊政諭 （页面存档备份，存于）繪製的漫畫。2022年12月7日開始於beanfun!漫畫星 （页面存档备份，存于）連載。

## 故事簡介
30年前，邪惡星球派出怪獸侵略地球。來自愛與勇氣星球的愛勇寶貝徵選了五名少年少女駕駛愛勇大戰神拯救了世界。
30年後，外星怪獸又將侵略地球，成為中年人的孩子們再度被選召，失去愛與勇氣的他們該如何應對？

## 登場角色

### 主要角色
阿勇
本作主角，是30年前被選上的其中一位的孩子，因駕駛「愛勇大戰神」而聲名大噪，非常受女孩子的歡迎。30年後，阿勇生活低調，成為了公司社畜，因愛勇寶貝再次出現要求他駕駛「愛勇大戰神」而煩惱不已。
愛勇寶貝
來自「愛與勇氣」星球，30年前從地球上挑出五位孩子，並賜予他們力量來駕駛「愛勇大戰神」，抵抗前來地球的外星怪獸，更擊敗了邪惡星球的大魔王而取得勝利。30年後，因為又有其他星球想入侵地球而再次回到地球上，然而這次他已經沒有錢購買新的機器人，因此打算召回當年的那五位孩子來駕駛「愛勇大戰神」以抵禦外星人入侵。

### 被選上的孩子們
小美
30年前被選上的其中一位孩子，當年非常喜歡阿勇，當阿勇選擇了破滅的流星後而死心。30年後成了藝人，目前正在打離婚官司。她讓女兒小愛參加「地禦男女」計畫而成為了地球防禦大戰神的駕駛員之一，然而當外星人真的要再次入侵地球時卻反對小愛出動。
萌花
30年前被選上的其中一位的孩子。
聰明
30年前被選上的其中一位的孩子，30年後創辦「高等智慧集團」公司。
正義
30年前被選上的其中一位的孩子。

### 地球防禦安全總部
老盾
地球防禦安全總部總司令，他於這30年間為了下次怪獸的出現而開發出了「地球防禦大戰神」，並訓練了3名駕駛員阿一、小愛和動子。老盾有意將這3位培養成偶像團體「地禦男女」，以彌補開發「地球防禦大戰神」的龐大經費。
阿一
地球防禦大戰神的駕駛員之一，同時也是星美的男友、阿勇的粉絲。
小愛
地球防禦大戰神的駕駛員之一，同時也是小美的女兒、阿勇的粉絲。
動子
地球防禦大戰神的駕駛員之一，也是阿勇的粉絲。動子就讀美術大學，十分迷戀阿勇，為了接近阿勇而進入「地禦男女」，甚至當阿勇拒絕了動子的交往請求時想退出「地禦男女」。
紫蝶
隸屬於地球防禦安全總部，負責在暗處觀察，並且保護動子的保鏢。

### 阿勇家
破滅的流星
邪惡星球的四天王之一，被「愛勇大戰神」擊敗後，成為了阿勇的妻子。
星美
阿勇的女兒，十分喜歡阿一，認為爸爸只是一位無趣的糟老頭。

## 漫畫
2022年12月7日開始於beanfun!漫畫星 （页面存档备份，存于）連載，每週三更新。
| 話數 | 標題       | 日期           |
| ---- | ---------- | -------------- |
| 1    | 冒險過後   | 2022年12月7日  |
| 2    | 中年危機   | 2022年12月14日 |
| 3    | 偶像團體   | 2022年12月21日 |
| 4    | 戰鬥演練   | 2022年12月28日 |
| 5    | 加為好友   | 2023年1月4日   |
| 6    | 變態       | 2023年1月11日  |
| 7    | 搔首弄姿   | 2023年1月18日  |
| 8    | 邊緣人     | 2023年1月25日  |
| 9    | 肉體關係   | 2023年2月1日   |
| 10   | 需要拯救   | 2023年2月8日   |
| 11   | 突襲       | 2023年2月15日  |
| 12   | 愛勇大戰神 | 2023年2月22日  |
| 13   | 踢皮球     | 2023年3月1日   |
| 14   | 重生的怪獸 | 2023年3月8日   |
| 15   | 聰明       | 2023年3月15日  |
| 16   | 怪獸之力   | 2023年3月22日  |
| 17   | 搞砸了     | 2023年3月29日  |
| 18   | 特報       | 2023年4月5日   |
| 19   | 最沒用     | 2023年4月12日  |
| 20   | 神力       | 2023年4月19日  |

## 外部連結
- 被選上的孩子們 - 漫畫星 （页面存档备份，存于）